# Georges Fillioud
Georges Fillioud (* 7. Juli 1929 in Lyon; † 15. September 2011 in Paris) war ein französischer Journalist und Politiker der Parti socialiste (PS).

## Leben
Fillioud studierte nach dem Schulbesuch Rechtswissenschaften und schloss dieses Studium mit einem Diplom ab. Im Anschluss wurde er 1956 Journalist beim Rundfunksender Europe 1 und war dort bis 1966 tätig. 1964 wurde er Mitglied der von François Mitterrand gegründeten Convention des institutions républicaines (CIR).
1967 begann er seine politische Laufbahn, als er als Kandidat der Fédération de la gauche démocrate et socialiste (FDGS) erstmals zum Abgeordneten in die Nationalversammlung gewählt wurde und dort zunächst bis 1968 den Wahlkreis Drôme III vertrat. Daneben war er zwischen 1970 und 1982 Mitglied des Generalrates des Département Drôme und wurde im März 1973 erneut zum Abgeordneten in die Nationalversammlung gewählt, in der er nunmehr bis Juli 1981 wieder den Wahlkreis Drôme III vertrat. Nach dem Parteitag der PS in Épinay 1971 wurde er Propagandabeauftragter der Partei und war als solcher 1974 Pressesprecher von Mitterrand bei dessen erfolgloser Kandidatur für die Präsidentschaft. 1977 wurde er zudem Bürgermeister von Romans-sur-Isère und bekleidete dieses Amt bis 1983.
Nach dem Wahlsieg der Parti socialiste und der Wahl Mitterrands zum Präsidenten Frankreichs wurde Fillioud im Mai 1981 zum Kommunikationsminister in das erste Kabinett von Premierminister Pierre Mauroy berufen. Im März 1983 wurde er im Zuge der Bildung des dritten Kabinetts Mauroy zum Staatssekretär beim Premierminister mit der Verantwortung für Kommunikationstechnik ernannt und bekleidete dieses Amt auch im Kabinett von Mauroys Nachfolger Laurent Fabius bis März 1986. Zeitweise war er auch Mitglied des Aufsichtsrates von ARTE France.
Zwischen 1990 und seiner Versetzung in den Ruhestand 1994 war er schließlich Präsident des Institut national de l'audiovisuel (INA), eines öffentlich-rechtlichen Unternehmens, das das erste digitalisierte Archiv Europas schuf. Daneben war er von 1993 bis 1996 Mitglied des Verwaltungsrates der Nachrichten- und Presseagentur Agence France-Presse.
Fillioud, der 1996 die Schauspielerin Danièle Évenou heiratete, war schließlich von 1999 bis 2002 Präsident der Generalversammlung von ARTE.

## Veröffentlichungen
- La Mort d'un chien, François Bourin, 1988 ISBN 2-87686-007-4
- Homo politicus: des drôles et des pas tristes, 1996, ISBN 285018215X
- Rendez-vous à Saint-Michel, L'Archipel, 2003 ISBN 978-2-84187-513-9
- Mémoires des deux rives : Entre médias et pouvoir, Éditions du Moment, 2008 ISBN 978-2-35417-017-2